# Renzo Point
Der Renzo Point (englisch; spanisch Punta Renzo) ist eine Landspitze an der Danco-Küste des Grahamlands auf der Antarktischen Halbinsel. Er bildet 2 km nördlich des Charles Point die südliche Begrenzung zur südlichen Einfahrt der Alfaro-Passage.
Chilenische Wissenschaftler benannten sie nach Renzo de Kartzow Da Bove, Besatzungsmitglied auf dem Schiff Lientur bei der 8. Chilenischen Antarktisexpedition (1953–1954).